# Hexatoma lamonganensis
Hexatoma lamonganensis är en tvåvingeart som först beskrevs av Alexander 1931.  Hexatoma lamonganensis ingår i släktet Hexatoma och familjen småharkrankar. Inga underarter finns listade i Catalogue of Life.